# Challenge Cup
Challenge Cup spelades säsongerna 1897/1898-1910/1911, och var en cup cupturnering i fotboll öppen för lag inom den dåvarande personalunionen Österrike-Ungern. Turneringen spelades i utslagsform, och lockade främst klubbar från Budapest, Prag och Wien.

## Vinnare
| Säsong              | Etta              | Tvåa                     | Resultat |
| ------------------- | ----------------- | ------------------------ | -------- |
| 1897/1898           | Vienna Cricket FC | Wiener FC 1898           | 7–0      |
| 1898/1899           | First Vienna FC   | AC Viktoria Wien         | 4–1      |
| 1899/1900           | First Vienna FC   | Vienna Cricket FC        | 2–0      |
| 1900/1901           | Wiener AC         | SK Slavia Prag           | 1–0      |
| 1901/1902           | Vienna Cricket FC | Budapesti TC             | 2–1      |
| 1902/1903           | Wiener AC         | ČAFC Královské Vinohrady | WO       |
| 1903/1904           | Wiener AC         | Vienna Cricket FC        | 7–0      |
| 1904/1905           | Wiener SC         | Magyar AC                | 2–1      |
| 1905/1906-1907/1908 | inställt          | inställt                 | inställt |
| 1908/1909           | Ferencvárosi TC   | Wiener SC                | 2–1      |
| 1909/1910           | inställt          | inställt                 | inställt |
| 1910/1911           | Wiener SC         | Ferencvárosi TC          | 3–0      |

### Fotnoter
1. ↑  ”European Cup Origins” (på engelska). European Cup History. http://www.europeancuphistory.com/origins.html. Läst 15 november 2015.